# Улица Слокас (Рига)
Улица Сло́кас (латыш. Slokas iela) — улица в Курземском районе города Риги (небольшой участок по нечётной стороне в начале улицы относится к Земгальскому предместью). Пролегает в северо-западном и западном направлении от бульвара Узварас по историческим районам Агенскалнс, Дзирциемс, Ильгюциемс и Иманта до границы города с Бабитской волостью, переходя далее в автодорогу V20 на Бабите.

## История
Улица образовалась из старинной дороги на Слоку (ныне часть Юрмалы). Название улицы (нем. Schlocksche Strasse, истор. рус. Шлокская улица) никогда не изменялось.
В списке городских улиц впервые упоминается в 1861 году; тогда она пролегала от нынешней улицы Калнциема до границы города в Ильгюциемсе (район нынешнего парка Дзегужкалнс). В 1885 году была продолжена до железнодорожной линии Засулаукс — Болдерая, в 1914 году — до нынешней Иманты, а в 1939 году — до современной городской черты. В противоположном направлении продлена в 1930 году, с присоединением части улицы Баложу и вновь проложенного участка через парк Победы. Тогда же был сооружён металлический мост длиной 18 м через Марупите, впоследствии заменённый железобетонным.
Застройка улицы формировалась на протяжении всей её истории — от старинных одноэтажных усадеб до современных типовых многоэтажек.

## Транспорт
Общая длина улицы Слокас составляет 7385 метров — это седьмая по протяжённости улица города. На всём протяжении асфальтирована; зона трамвайной линии замощена булыжником. Пересекает линию Засулаукс — Болдерая по железнодорожному переезду.
От начала улицы до перекрёстка с улицей Дагмарас проложена двухпутная трамвайная линия; на двух участках улицы Слокас курсирует автобус. В Иманте имеется 300-метровый пешеходный участок улицы Слокас, полностью закрытый для автотранспорта. На участке от перекрёстка с улицей Пулка до улицы Дзирциема движение одностороннее (в сторону улицы Дзирциема), на остальных участках — двустороннее.

## Примечательные объекты
- Начало улицы проходит по парку Победы.
- Судрабкалныньш — памятник воинам 6-го Рижского пехотного полка, героически овладевшим этой высотой в боях с армией Бермондта-Авалова в ноябре 1919 года.
- 10 зданий на улице Слокас являются памятниками архитектуры местного и государственного значения[5]. В том числе:
  - Дом 16 — Государственный исторический архив Латвии (1908, 1930; арх. В. Реслер, И. Бланкенбургс).
  - Дом 34 — церковь Святого Мартина (1851—1855; арх. И. Д. Фельско) с прилегающим кладбищем.

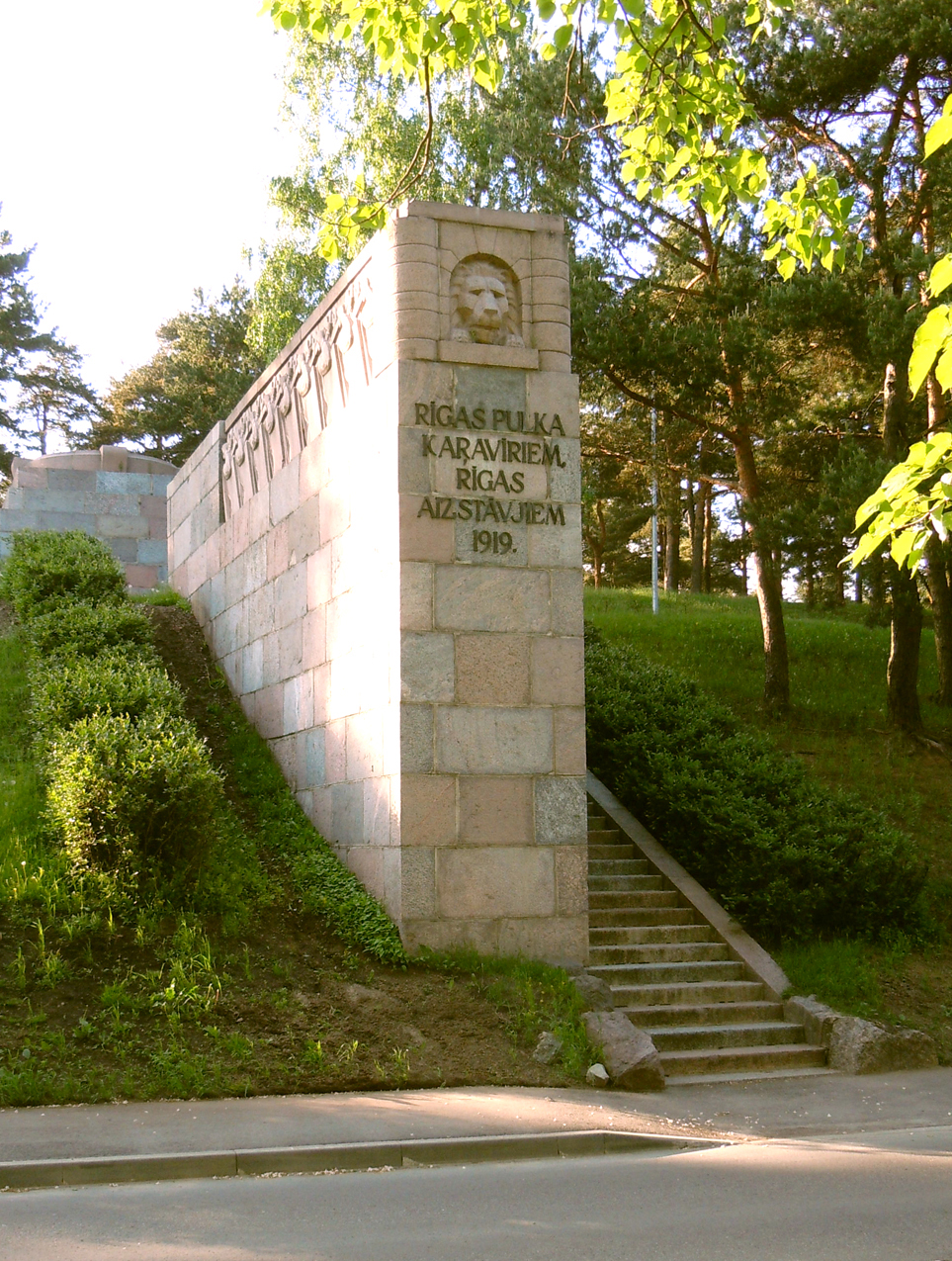
Судрабкалныньш
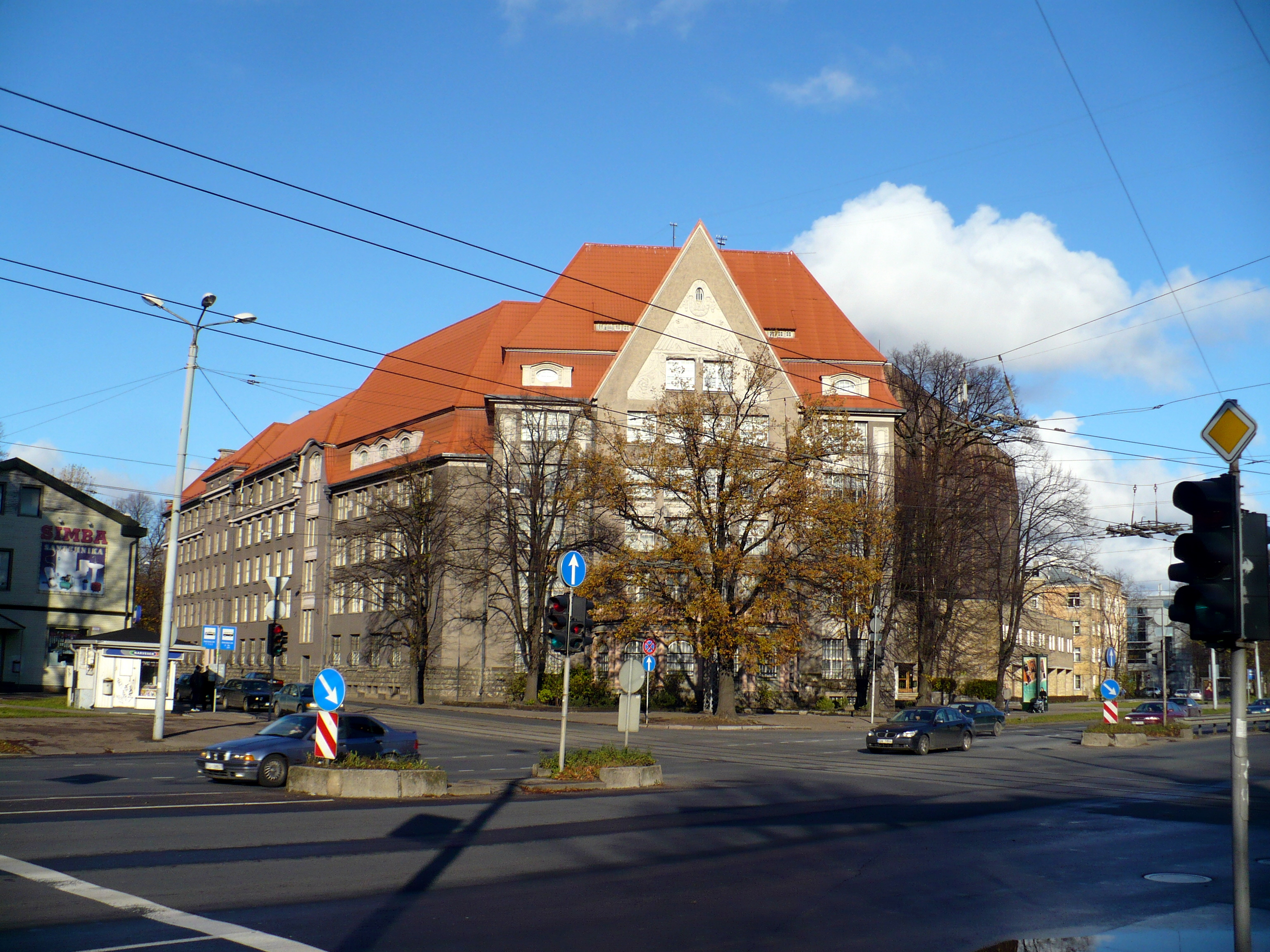
Исторический архив
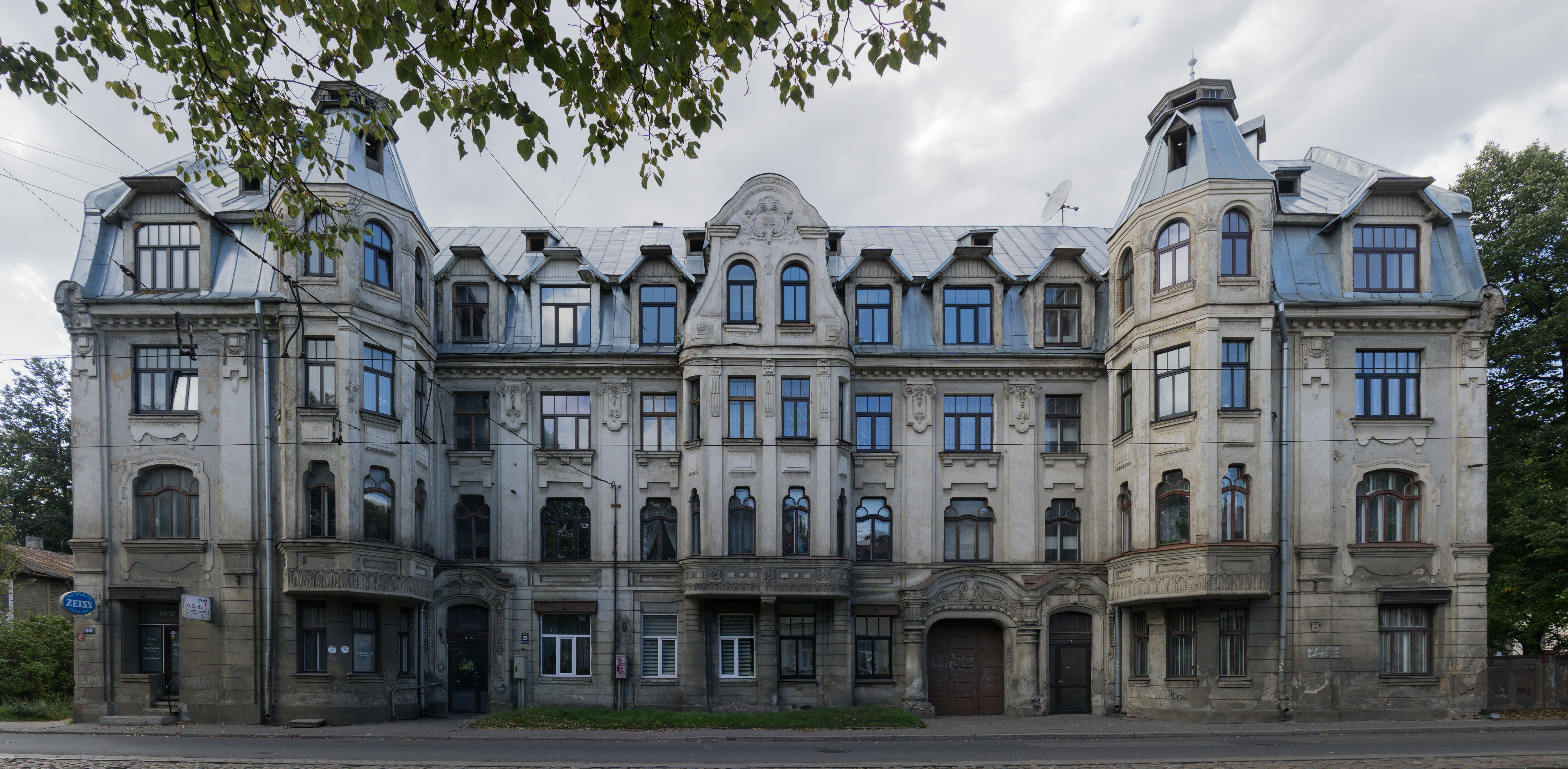
Дом № 29
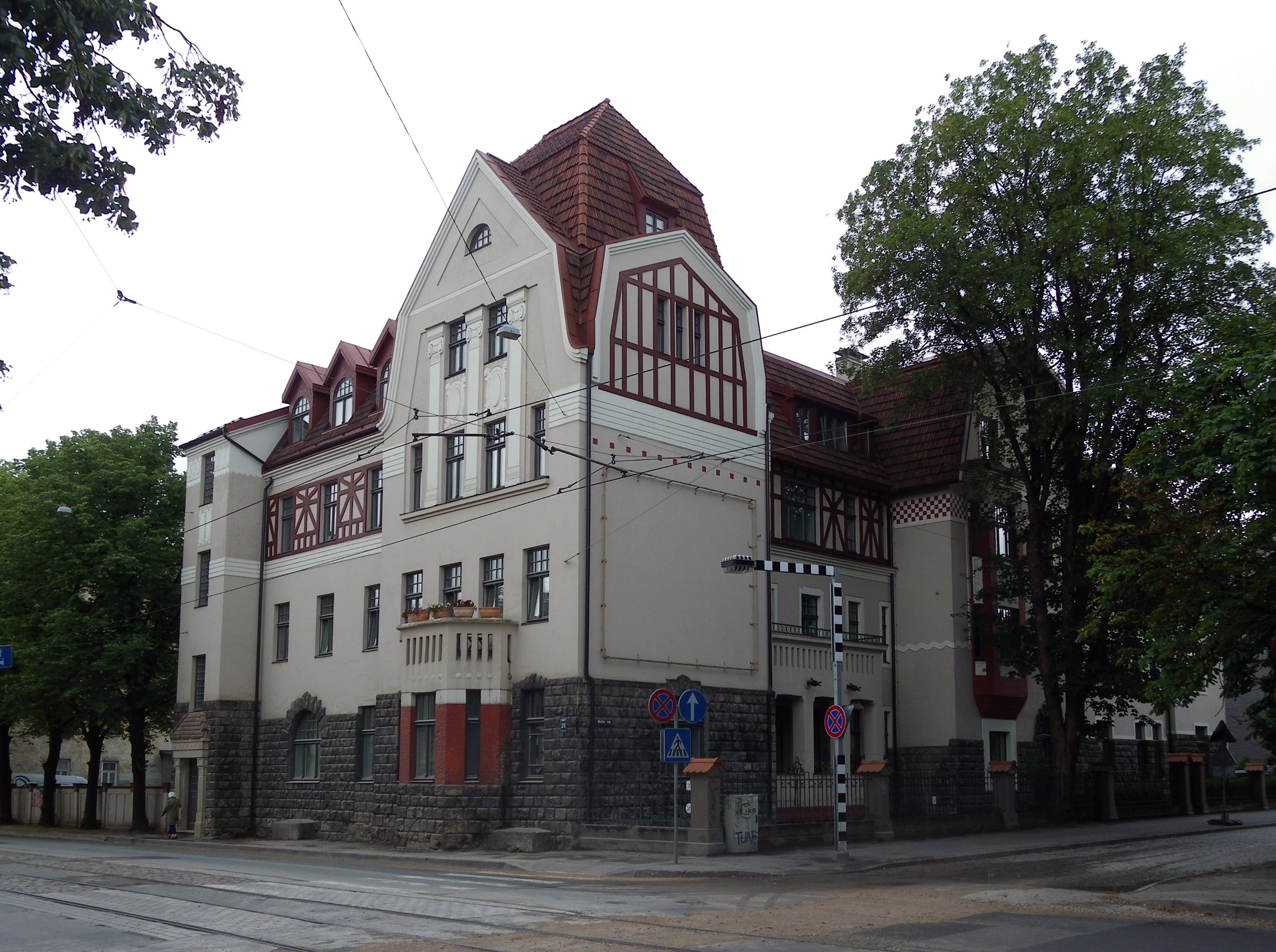
Дом № 31
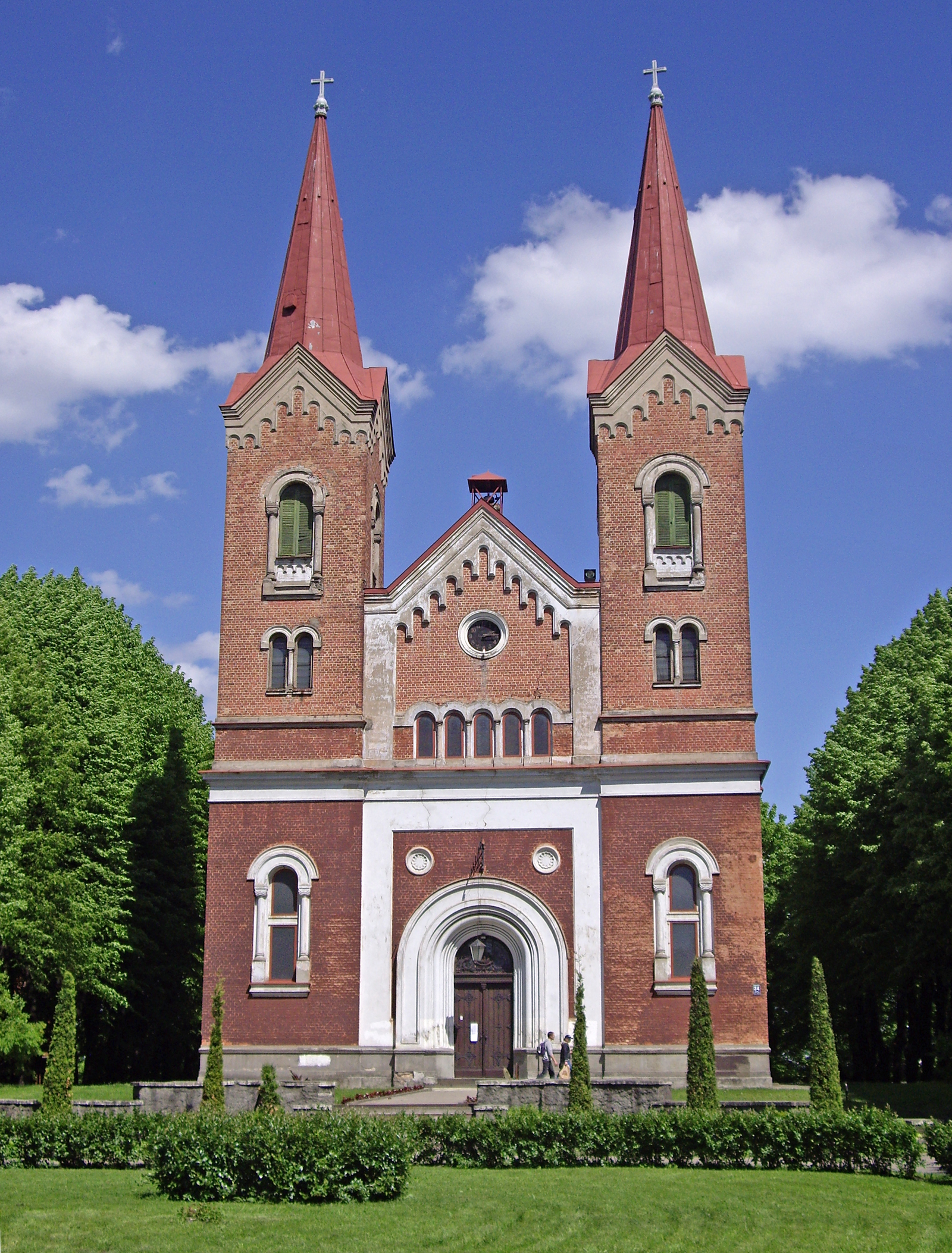
Церковь Святого Мартина
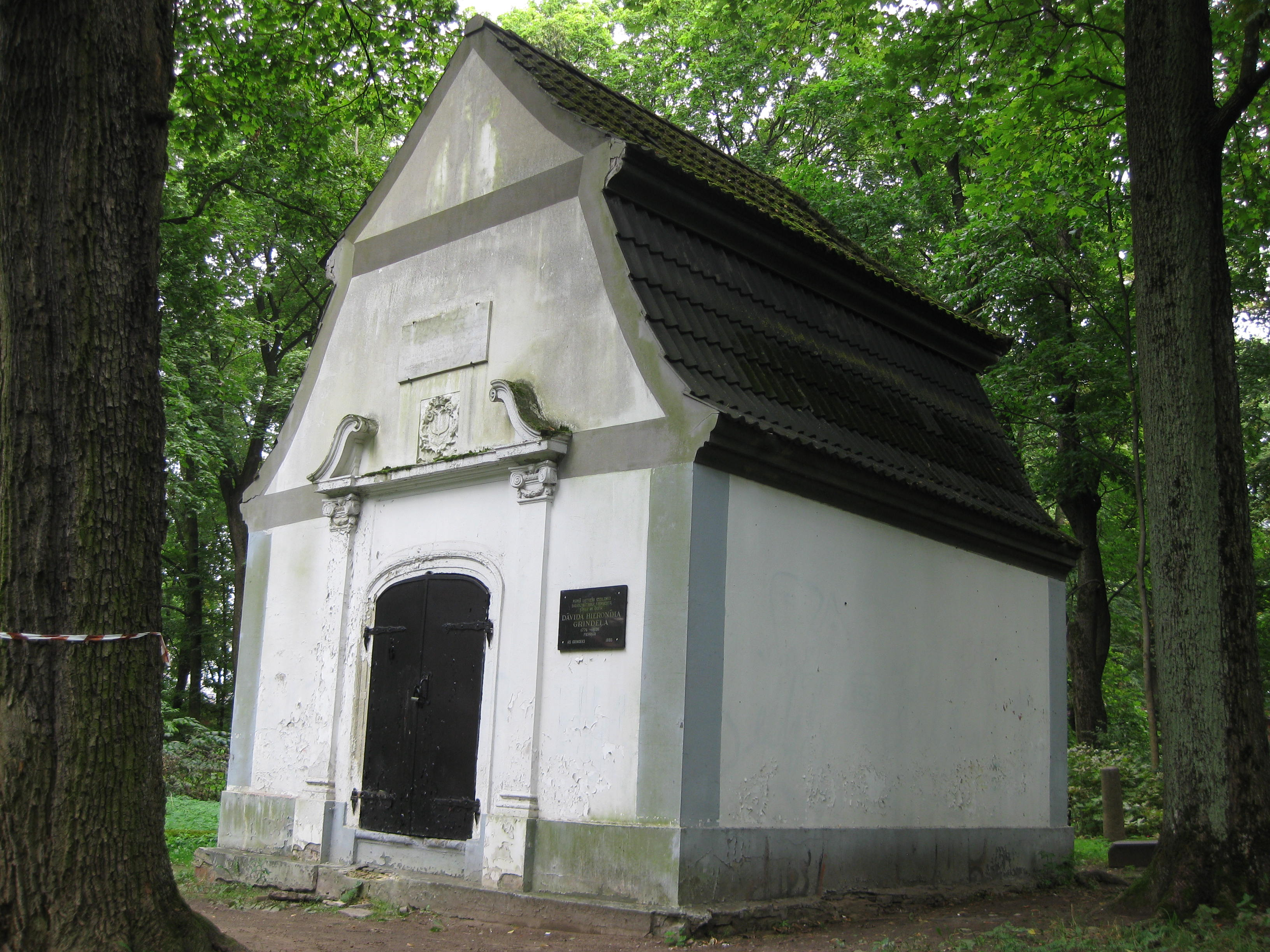
Усыпальница на кладбище Мартыня
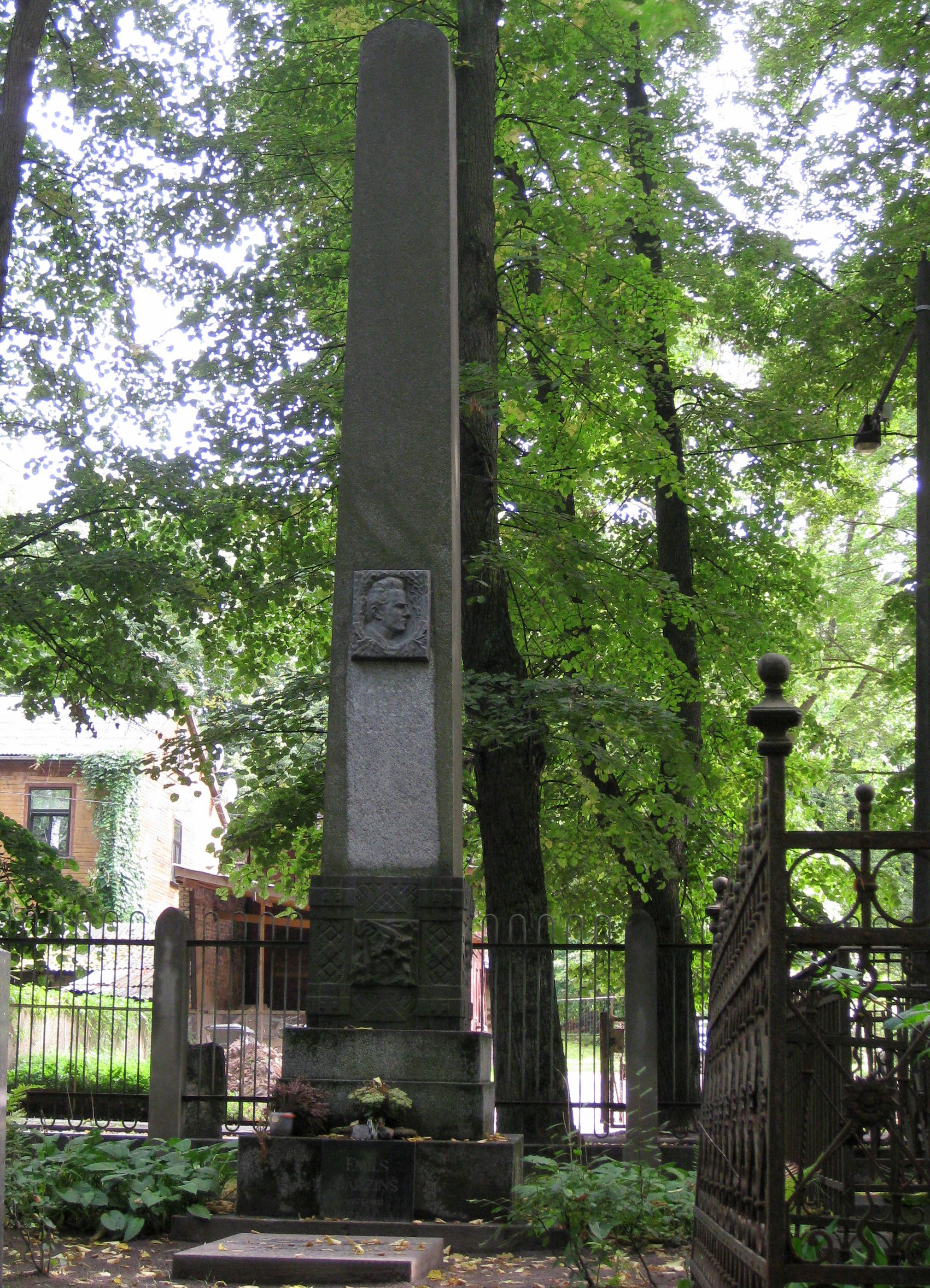
Могила Э. Дарзиньша
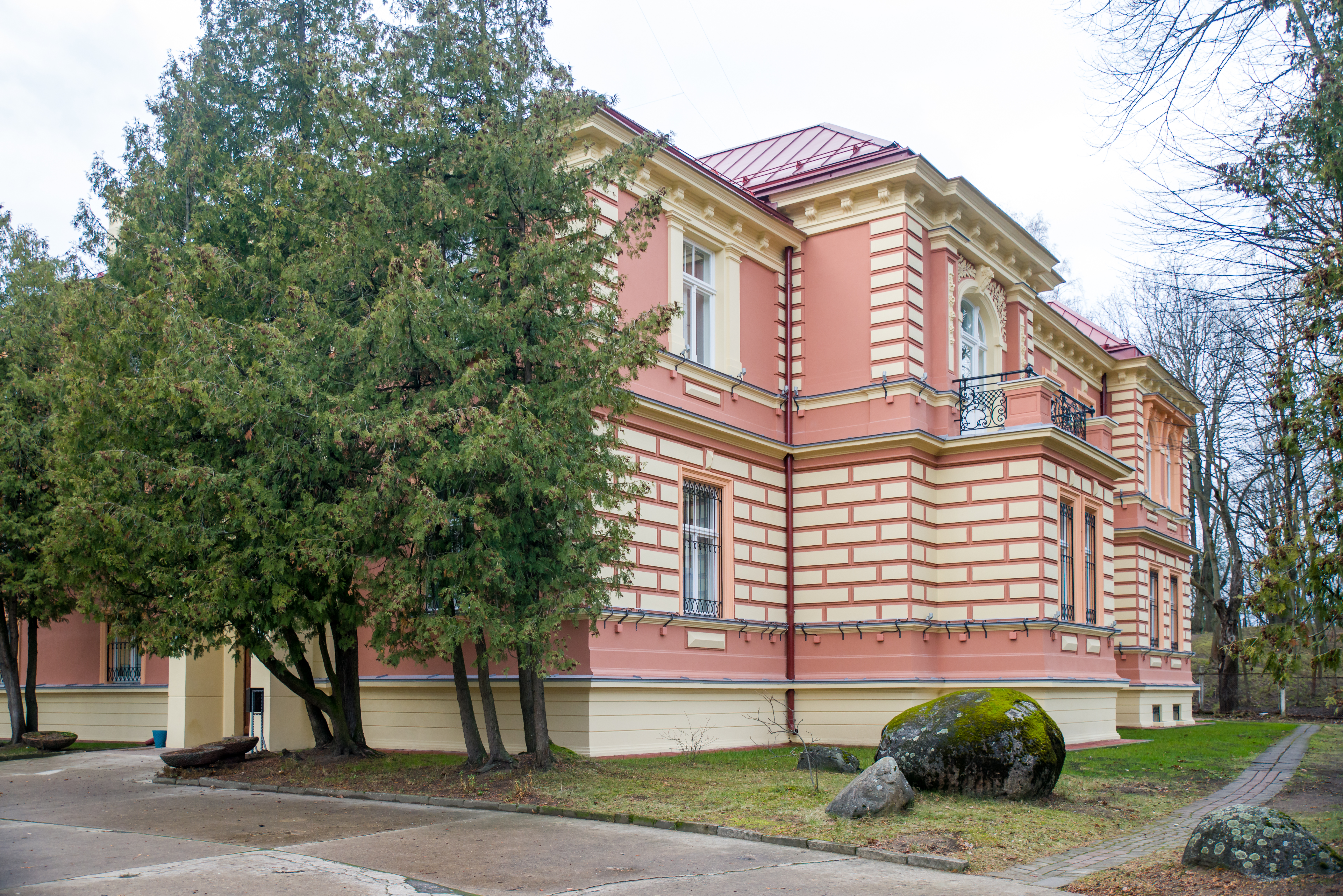
Дом № 37
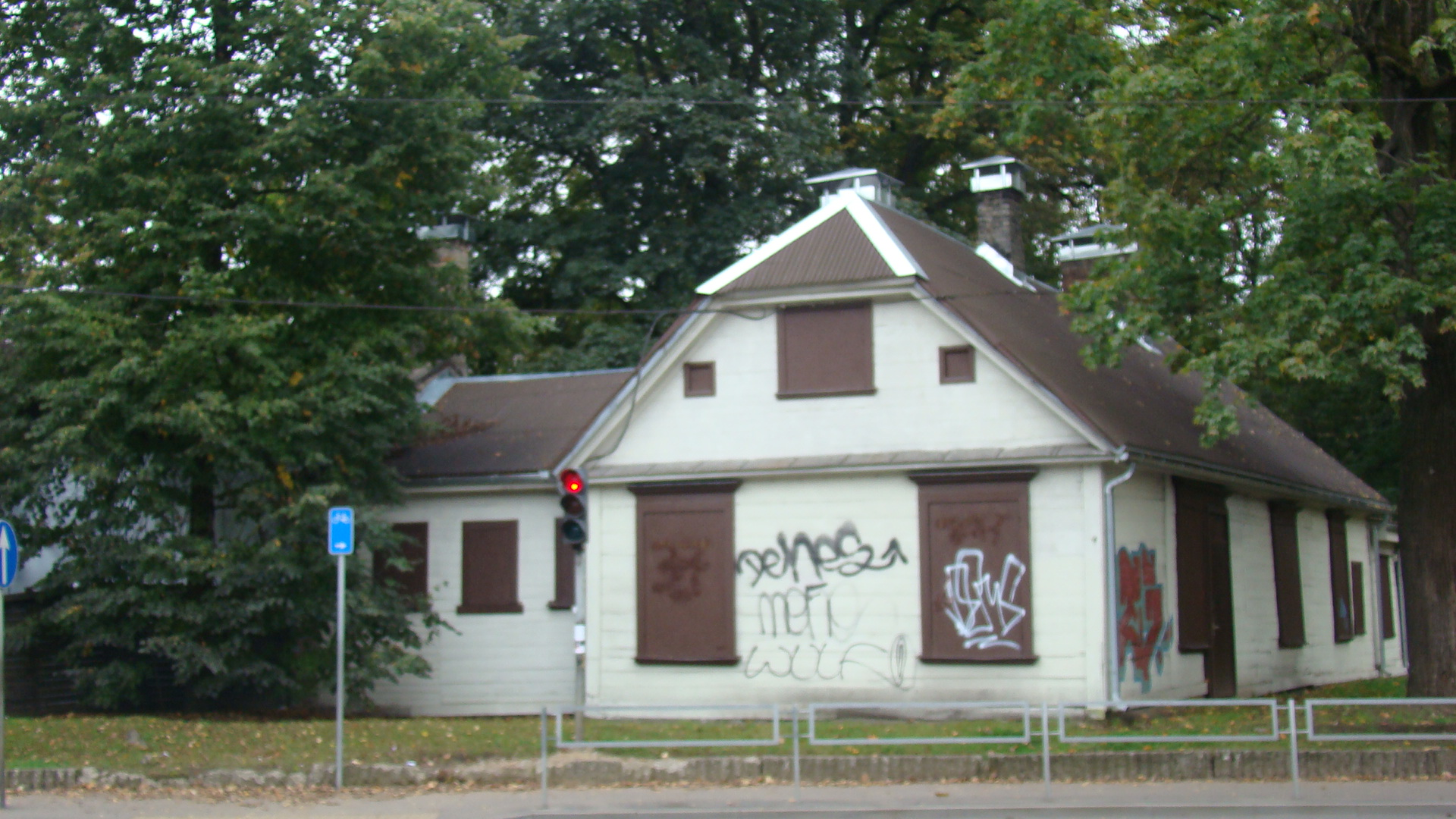
Дом № 41a
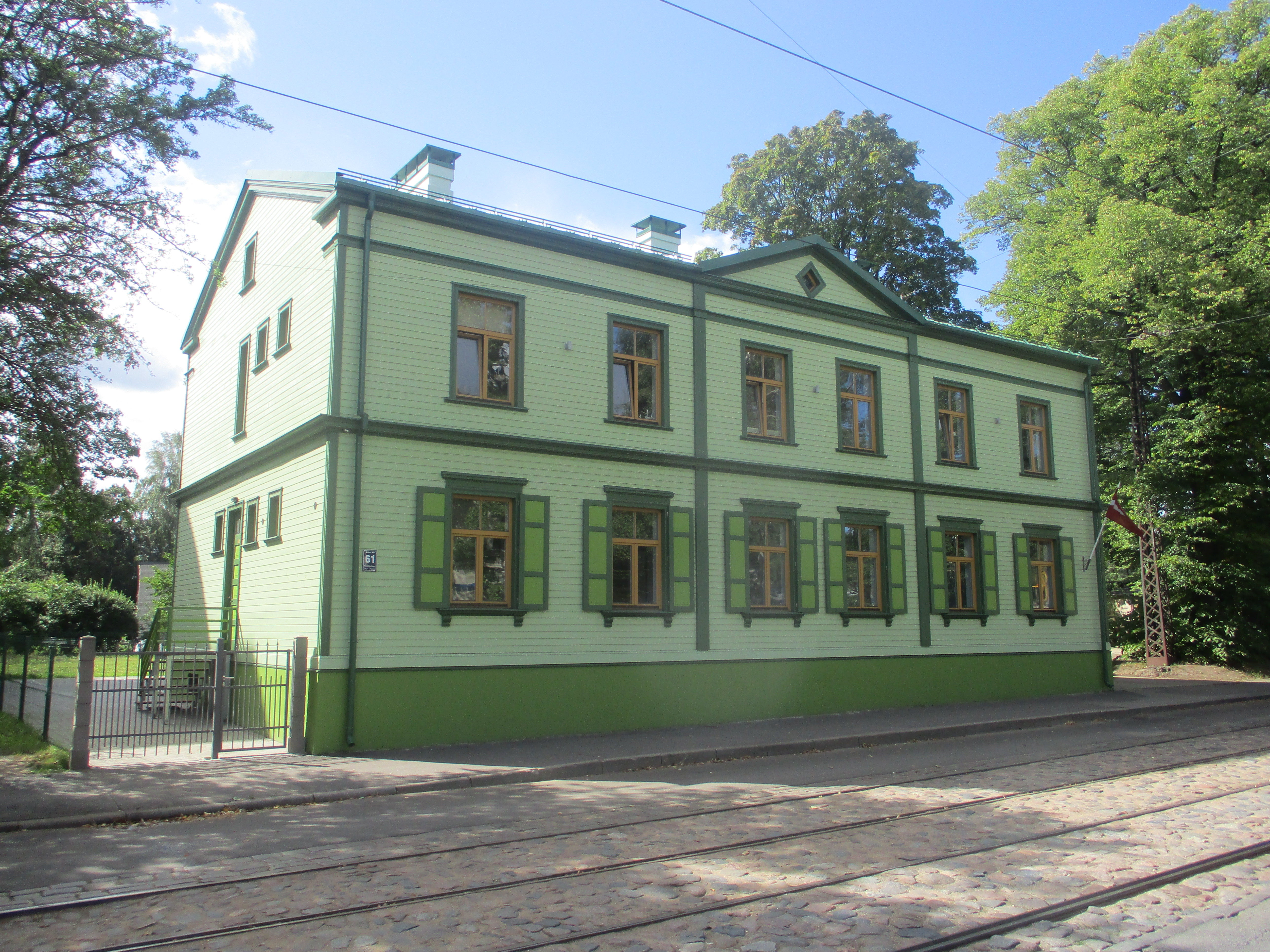
Дом № 61
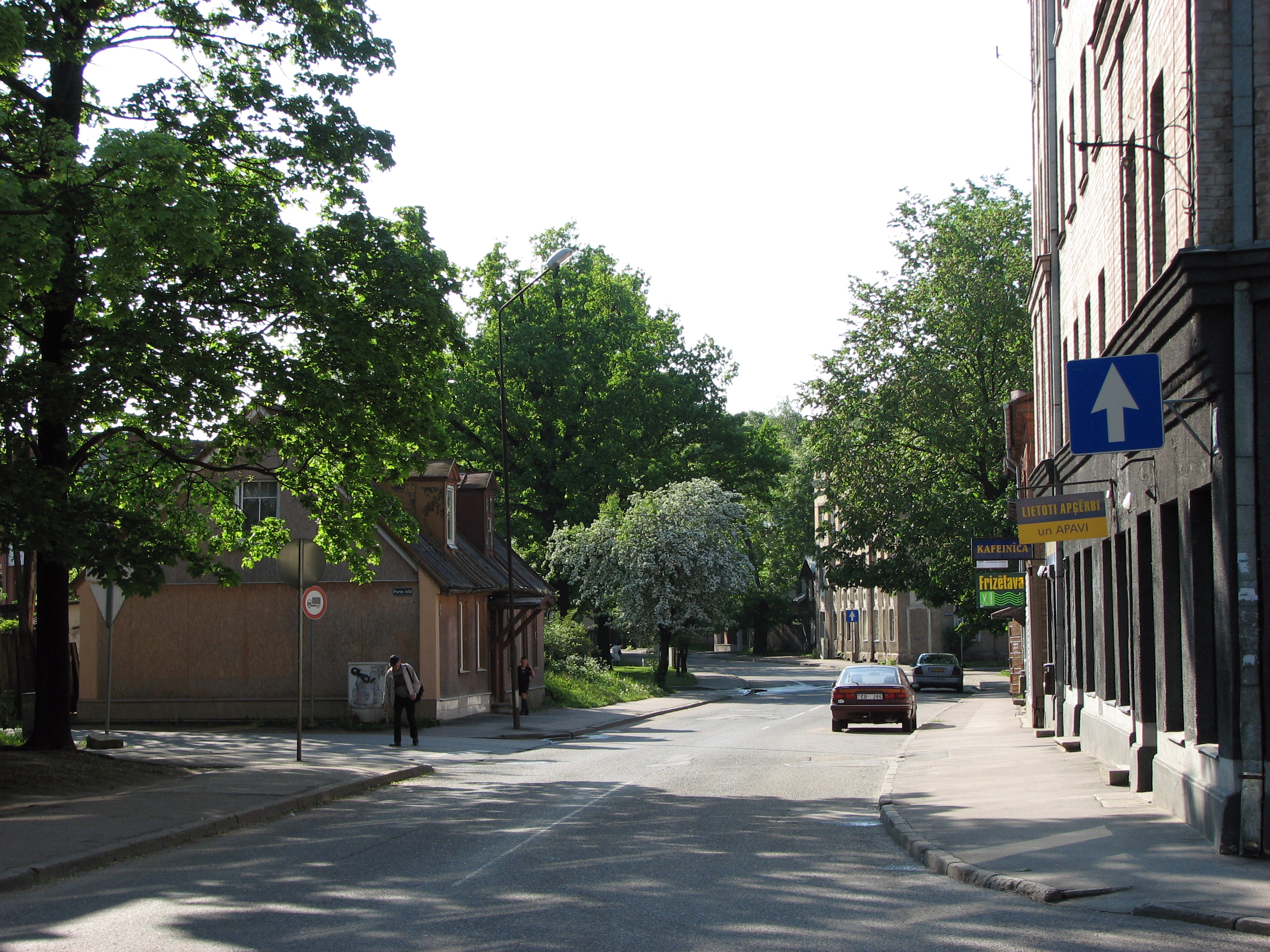
Улица в Дзирциемсе
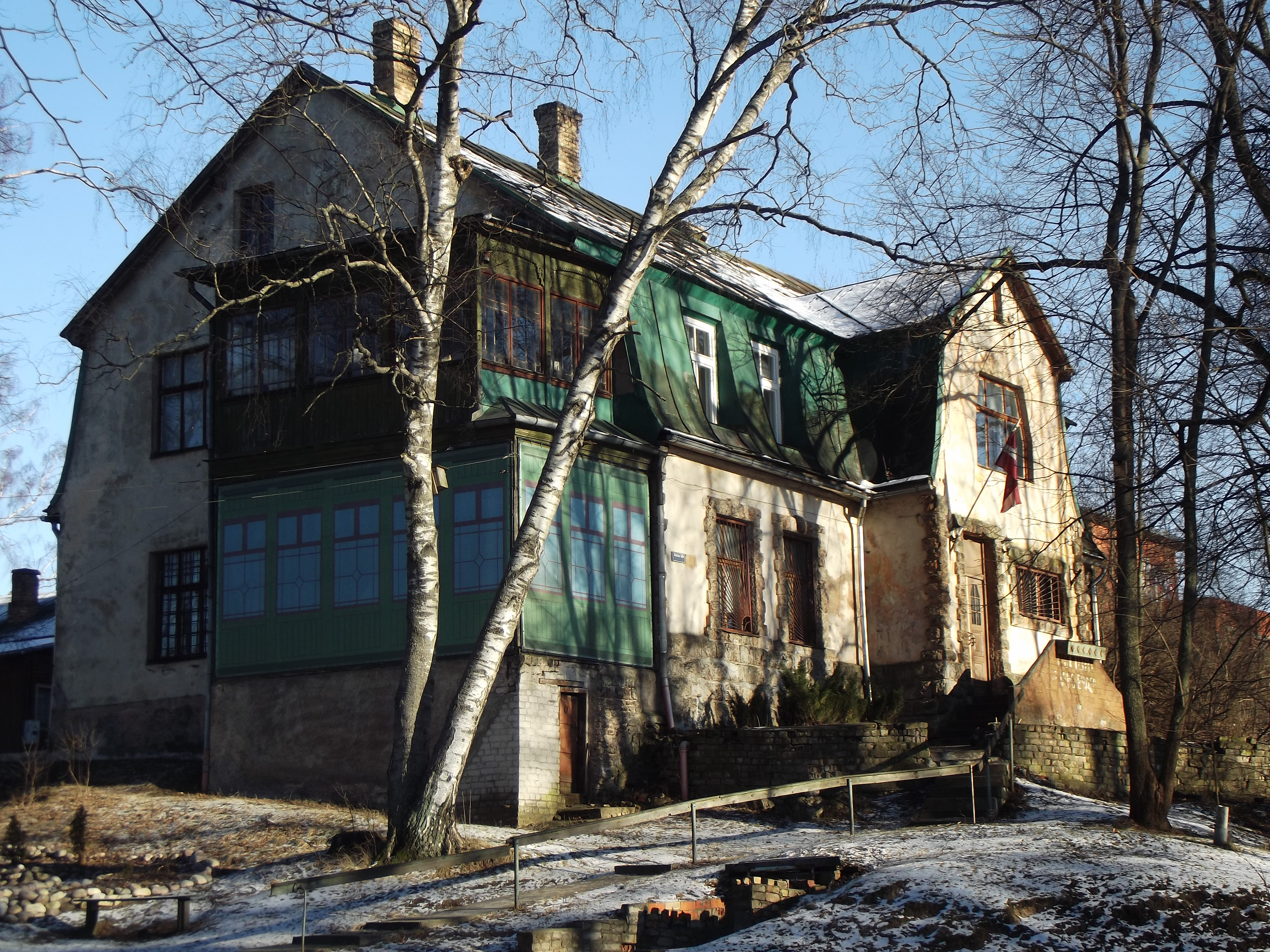
Дом № 122

## Прилегающие улицы
Улица Слокас пересекается со следующими улицами:
- бульвар Узварас
- бульвар Александра Грина
- улица Ауцес
- улица Эдуарда Смильгя
- улица Пукю
- улица Нометню
- улица Звану
- улица Буршу
- улица Баложу
- улица Межа
- улица Калнциема
- улица Кришьяня Валдемара
- улица Мартиня
- улица Агенскална
- улица Креслас
- улица Балдонес
- улица Хаманя
- улица Кулдигас
- Юрмалас гатве
- улица Консула
- улица Дарза
- улица Пулка
- улица Эйженияс
- улица Селпилс
- улица Дзегужу
- улица Дагмарас
- улица Пурва
- улица Лиелэзерес
- улица Дзирциема
- улица Стацияс
- улица Ильгюциема
- улица Давида
- улица Тапешу
- улица Ницас
- улица Сакас
- улица Меллужу
- улица Варкалю
- улица Обсерваторияс
- проспект Курземес
- улица Кооператива
- улица Клейсту
- Ригондас гатве
- улица Даммес
- улица Ауру
- проспект Курземес